# Oliventræ-koalitionen
Oliventræ-koalitionen (italiensk: L'Ulivo) betegner flere succesfulde centrum-venstre-koalitioner og valgalliancer i Italien fra 1995 til 2007. Den historiske leder og chefideolog bag disse var Romano Prodi. 
Ved sit første parlamentsvalg i 1996 fik alliancen solidt flertal i Senatet og kunne danne regering, men måtte i Deputeretkammeret søge støtte hos Rifondazione Comunista, der allerede i 1998 væltede Prodi-regeringen. Han blev efterfulgt af Massimo D'Alema (1998-2000) og Giuliano Amato (2000-2001), der også repræsenterede partier i L'Ulivo. Alliancen tabte i 2001 parlamentsvalget til Silvio Berlusconis centrum-højre-koalition, men vandt frem til 2004 flere vigtige lokale valg.